# Luossavaara
Luossavaara (en sami del norte: Luossavárri) es una montaña en Kiruna, en el país europeo de Suecia. Es el sitio donde se localiza una mina de hierro, ahora inactiva anteriormente operada por la empresa minera sueca LKAB. Hoy cuenta con una telesilla así como una ruta de senderismo llamada Midnattsolstigan (el Camino del Sol de Medianoche).